# Gli amori
Gli amori  è un brano musicale scritto da Fabrizio Berlincioni, Toto Cutugno e Depsa ed interpretato dallo stesso Cutugno, presentato in gara al Festival di Sanremo 1990, dove si è classificato secondo.
Nella manifestazione sanremese il pezzo fu eseguito da Ray Charles, come artista internazionale fuori gara, con il titolo Good Love Gone Bad.
Il brano fu pubblicato nella versione di Cutugno come singolo su vinile a 45 giri, contenente sul lato B Strana gelosia.
Nel 2004 il brano venne utilizzato per intero all'interno del film Non ti muovere.